# Monnikenlangenoog
Monnikenlangenoog (tradotto in italiano, isola lunga dei monaci), anche detta Moenkelangenoe, è stata un'isola delle Isole Frisone Occidentali. Localizzata nel Mare dei Wadden, era situata al largo della costa dell'attuale provincia di Groninga nei Paesi Bassi, tra le isole di Schiermonnikoog e Borkum.
Monnikenlangenoog era lunga tra i 12 e i 15 km. Durante le estati, l'isola era utilizzata per il pascolo, principale risorsa economica. Nel XIV secolo, l'isola era di proprietà della abbazia di Santa Giuliana a Rottum e della Vecchia Abbazia di Kloosterburen, entrambe sulla terraferma.
Tra il 1400 e il 1570, Monnikenlangenoog si divise in due isole Rottumeroog e Bosch. Rottumeroog esiste ancora oggi mentre Bosch è scomparsa.